# COO COO
COO COO（クー・クー）は、イタリア出身の1980年代ユーロビートを代表するポップ・グループである。F.C.F.によるプロデュース。

## 概要
イタリアのFLEAレーベルに所属していた、80年代を代表するユーロビートグループ。本名はステファーノ・アウゼンダとマッシモ・カルーゾ。二人は幼い頃からいつでも一緒に遊んでいた兄弟のような関係で、デビュー前からバンド活動を行ってきた。日本では、ほとんどの楽曲がALFAレコードからシングルやThat's Eurobeatシリーズとして出されていた。彼らの諸事情により、FLEAレコードからASIAレコードに移籍することになる。ASIAレコードに移籍後は、名称を「MAX COO & STEVE COO」に改めてのスタートとなった。現在はBOOM BOOM BEATで活動しておりSUPER EUROBEATやLOVE PARAで再びCOO COO名義での新作がリリースされている。
ファリーナ＆クリヴェレンテとの出会いから「Upside Down」でデビュー。88年No.1ヒットとなった。続いて「You Can Set Me Free」「All You Need Is Love」「Happy Days」をシングルとしてリリースしている。「Coo2 ～Upside Down～」は1990年3月に発表している。
しかし、この名義はMauro Farinaがヴォーカルだったという話がある。また、1991年以降FLEA Recordsから発表された作品のほとんどのプロデューサーやヴォーカルは、Giancarlo Pasquini & Gianni Coraini（デイヴ・ロジャース、ケン・ラズロ（現在の主な活動名義はDJ NRG））が担当している事が確認されている（つまりステファーノとマッシモは単なるモデルということになる）。

## メンバー
- STEVE COO（ステファーノ・アウゼンタ）
- MAX COO（マッシモ・カルーゾ）

## アルバム
- ALL YOU NEED IS LOVE (1989)
- HAPPY DAYS (1989)
- COO2 ～UPSIDE DOWN～(1990)
- BOOGIE DANCER (1990)
- BYE BYE BYE (1991)

## シングル
COO COOとしての活動
- UPSIDE DOWN(1988)
- ALL YOU NEED IS LOVE(1990)
- BOOGIE WOOGIE(1990)
- EASY LOVER(1990)
- YOU CAN SET ME FREE(1990)
- HAPPY DAYS(1991)
- LOVING YOU(1991)
- WINNER(1991)
- WALKIN' ON MUSIC (1993)

MAX COO & STEVE COOとしての活動
- BOOGIE DANCER (1991)
- BYE BYE BYE (1992)
- SET ME FREE , SET ME FREE (1992)